# حرب الجيل الجديد
حرب الجيل الجديد أو NGW ( (بالروسية: Война нового поколения)‏ Война нового поколения
) هي نظرية روسية للحرب غير التقليدية تعطي الأولوية للجوانب النفسية والمتمحورة حول الناس على الاهتمامات العسكرية التقليدية ، وتؤكد على نهج تدريجي للتأثير غير العسكري بحيث يكون النزاع المسلح ، إذا نشأ ، أقل تكلفة بكثير من الناحية الإنسانية أو الاقتصادية للمعتدي أكثر مما يمكن أن يكون. تم الإعلان عنه لأول مرة في عام 2013 من قبل فاليري جيراسيموف كجزء من عقيدة جيراسيموف . 
يستشهد العديد من المحللين بالضم الروسي لشبه جزيرة القرم عام 2014 والحرب في دونباس كأمثلة محددة اتبعت المبادئ التوجيهية لحرب الجيل الجديد.
وبحسب أحد المحللين ، فإن "النظرة الروسية للحرب الحديثة تقوم على فكرة أن ساحة المعركة الرئيسية هي العقل ، ونتيجة لذلك ، فإن حروب الجيل الجديد يجب أن تهيمن عليها المعلومات والحرب النفسية ... أخلاقياً ونفسياً. الضغط على أفراد القوات المسلحة للعدو والسكان المدنيين. الهدف الرئيسي هو تقليل ضرورة نشر القوة العسكرية الصارمة إلى الحد الأدنى الضروري ". 